# Greg Johnson (curling)
Greg Johnson (Waupaca, 25 de junio de 1975) es un deportista estadounidense que compitió en curling. Ganó una medalla de bronce en el Campeonato Mundial de Curling Masculino de 2007.

## Palmarés internacional
| Campeonato Mundial | Campeonato Mundial | Campeonato Mundial | Campeonato Mundial |
| Año                | Lugar              | Medalla            | Prueba             |
| ------------------ | ------------------ | ------------------ | ------------------ |
| 2007               | Edmonton (Canadá)  | Medalla de bronce  | Equipo             |